# Inferitura
L'inferitura è il lato della vela che va dall'angolo di penna all'angolo di mura. 
Nel caso della randa è il lato della vela verticale parallela all'albero.
Viene indicata con lo stesso termine la parte di bandiera adiacente al pennone ed opposta al battente.